# Ranixàlids
Els ranixàlids (Ranixalidae) són una família d'amfibis anurs. Es troba a l'Índia i té 2 gèneres i 18 espècies.

## Gèneres
- Indirana Laurent, 1986
- Sallywalkerana Dahanukar, Modak, Krutha, Nameer, Padhye & Molur, 2016